# Palosaari (ö i Finland, Lappland, Norra Lappland, lat 69,27, long 27,95)
Palosaari, nordsamiska: Puállámláássáš, är en ö i Finland. Den ligger i sjön Ruohonvetämäjärvi och i kommunen Enare i den ekonomiska regionen Norra Lappland och landskapet Lappland, i den norra delen av landet, 1 000 km norr om huvudstaden Helsingfors. Öns area är 0,5 hektar och dess största längd är 110 meter i sydväst-nordöstlig riktning.